# Le Verdier
Le Verdier település Franciaországban, Tarn megyében. Lakosainak száma 227 fő (2022. január 1.). Le Verdier Cahuzac-sur-Vère, Castelnau-de-Montmiral, Saint-Beauzile, Sainte-Cécile-du-Cayrou és Vieux községekkel határos.

## Népesség
A település népességének változása:
| Lakosok száma | 228  | 224  | 230  | 224  | 226  | 229  | 227  | 227  | 227  |
|               | 2013 | 2015 | 2016 | 2017 | 2018 | 2019 | 2020 | 2021 | 2022 |